# Jazz and the Sounds of Nature
Jazz and the Sound of Nature je studiové album amerického jazzového hudebníka Yusefa Lateefa. Nahráno bylo ve dnech 9. a 10. října 1957 ve studiu Van Gelder Studio a jeho producentem byl Ozzie Cadena. Vydáno bylo následujícího roku společností Savoy Records. Obsahuje celkem sedm skladeb, přičemž tři jsou Lateefovy autorské.

## Seznam skladeb
1. „Seulb“ (Wilbur Harden) – 6:13
2. „Song of Delilah“ (Ray Evans, Jay Livingston, Victor Young) – 8:21
3. „Sounds of Nature“ (Yusef Lateef) – 3:47
4. „I Got It Bad (and That Ain't Good)“ (Duke Ellington, Paul Francis Webster) – 6:19
5. „8540 Twelfth Street“ (Yusef Lateef) – 4:25
6. „Check Blues“ (Yusef Lateef) – 6:40
7. „Gypsy Arab“ (Wilbur Harden) – 3:26

## Obsazení
- Yusef Lateef – tenorsaxofon, flétna, tamburína, indická píšťala
- Wilbur Harden – křídlovka, tamburína
- Hugh Lawson – klavír, okarína
- Ernie Farrow – kontrabas, rebab
- Oliver Jackson – bicí, gong